# José Roberto Sierra
Pour les articles homonymes, voir Roberto Sierra et Sierra.
José Roberto Sierra Aguerro, né le 21 mars 1967 à Camargo, est un coureur cycliste espagnol professionnel de 1989 à 1999.

## Biographie
José Roberto Sierra fut coureur cycliste pendant 10 ans. Pendant de nombreuses années, il fait partie de la garde d'Alex Zülle et Laurent Jalabert.
Bon grimpeur, il ne remporte qu'une victoire au cours de sa carrière, mais il est apprécié pour son rôle d'équipier. Son meilleur Tour de France est celui de 1996, où il termine 41e. Tour qu'il n'aurait pas dû disputer, mais où il remplaça Mariano Rojas décédé dans un accident de la circulation une semaine avant le départ.

## Palmarès
- 1996
  - Tour de La Rioja

## Résultats sur les grands tours

### Tour de France
5 participations
- 1992 : abandon (11e étape)
- 1994 : abandon (14e étape)
- 1996 : 41e
- 1997 : 78e
- 1998 : abandon (18e étape)

### Tour d'Italie
1 participation
- 1995 : 79e

### Tour d'Espagne
4 participations
- 1993 : 47e
- 1994 : 32e
- 1995 : 55e
- 1998 : 54e